# Томас Радзінявічюс
Томас Радзінявічюс (лит. Tomas Radzinevičius; нар. 5 червня 1981, Маріямполе, Литовська РСР) — литовський футболіст, нападник аматорського чеського клубу «Нова Весь». Виступав за збірну Литви.

## Клубна кар'єра

### Ранні роки
Футболом розпочав займатися у віці 12 років у «Судуві» у 1993 році. У команді провів 7 сезонів. Відзначився хет-триком у переможному (3:2) поєдинку кваліфікаційного раунду Кубку УЄФА 2002/03 проти «Бранна». Того ж року його визнали найкращим гравцем А Ліги.

### «Слован» (Ліберець)
У Литві відіграв 7 років, у 2005 році з 25-ма голами став найкращим бомбардиром країни і найкращий гравець чемпіонату Литви 2004/05, після чого перейшов у чеський «Слован» (Ліберець), який заплатив за перехід гравця 450 000 євро. У 2006 році зі «Слованом» виграв чемпіонат Чехії, який став лише 2-м в історії клубу. Ліберецький клуб двічі відправляв Томаса в оренду, до «Кладно» та «Динамо» (Чеські Будейовиці), але його гра в обох випадках не була переконливою
У липні 2009 року підписав контракт з клубом польської Екстракляси проти «Одри» (Водзіслав-Шльонський). Наступного сезону він повернувся до Чехії, грав за 3 різні клуби у другому чеському дивізіоні: «Карвіна», «Тржинець» і «Банік» (Соколов), перш ніж приєднатися до «Опави», який також виступав у другому дивізіоні.

### «Сениця»
У 2010 році спочатку підписав 1,5-річний контракт зі словацьким клубом «Сениця». 11 січня 2011 року підписав 1,5-річний контракт з командою другого дивізіону Чехії «Карвіна».

### «Опава»
У сезоні 2011/12 років відзначився 11-ма голами у 27 матчах, переконавши сілезький клуб залишити його ще на рік.

### «Судува»
Напередодні старту сезону 2013 року повернувся до «Судуви», де став капітаном. У сезоні 2015 року став найкращим бомбардиром А Ліги, у віці 34 років відзначився 28-ма голами. Також посів третє місце серед бомбардирів у європейських футбольних чемпіонатах.

### «Валетта»
Взимку 2017 року перейшов до клубу мальтійської Прем’єр-ліги «Валлетти», але не отримав багато ігрового часу. Зіграв 6 матчів, в яких відзначився 1-м голом та відзначився 6-ма результативними передачами. 18 червня 2017 року нападник оголосив про завершення футбольної кар'єри.

### Виступи на аматорському рівні
«Спартак» (Храстава)
У 36-річному віці завершив професіональну кар'єру, але залишився у футболі, у сезоні 2017/18 років виступав за «Спартак» (Храстава).
«Велке Гамри»
У 2018 році став гравцем клубу «Велке Гамри» з 4-го дивізіону чемпіонату Чехії.

## Кар'єра в збірній
Виступав за молодіжну збірну Литви.
У футболці національної збірної Литви дебютував 12 лютого 2003 року в програному (1:2) матчі проти Латвії. У 2005 році став володарем Балтійського кубку, литовці обіграли Латвію у фіналі з рахунком 2:0. Єдиним голом за збірну Литви відзначився 11 листопада 2006 року в переможному (4:1) товариському поєдинку проти Мальти. Отримав виклик на 2 матчі кваліфікації чемпіонат світу 2010 року, проти Румунії та Австрії. Загалом за національну команду зіграв 21 матч та відзначився 1-м голом.

### Голи за збірну
Рахунок та результат збірної Литви в таблиці подано на першому місці.
| Гол | Дата              | Місце                     | Суперник | Рахунок | Результат | Змагання         |
| --- | ----------------- | ------------------------- | -------- | ------- | --------- | ---------------- |
| 1.  | 11 листопада 2006 | Гіберніанс, Паола, Мальта | Мальта   | 2–0     | 4–1       | Товариський матч |

## Досягнення

### Клубні
«Слован» (Ліберець)
- Перша чеська футбольна ліга
  -  Чемпіон (1): 2005/06

збірна Литви
- Балтійський кубок
  -  Володар (1): 2005

### Індивідуальні
- Найкращий гравець чемпіонату Литви (2): 2004/05, 2014/15
- Найкращий бомбардир чемпіонату Литви: 2015 (28 голів)
- Найкращий бомбардир Литви 2005 року: 25 голів